# Prince of Persia (2008)
Prince of Persia is een computerspel in de Prince of Persia-serie ontwikkeld door Ubisoft Montreal en uitgegeven door Ubisoft. Het spel werd in december 2008 uitgebracht voor Windows, PlayStation 3 en Xbox 360. Het spel speelt zich af in een nieuw universum evenals een nieuwe grafische stijl in vergelijking met de voorgaande Sands of Time trilogie.

## Gameplay
De gameplay van het spel is vergelijkbaar met de speelwijze van The Sands of Time met gevechten, puzzelelementen en acrobatiek om het level te verkennen. Het spel is deze keer niet lineair waardoor de Prins (de speler) zelf de omgeving kan verkennen en de verhaallijn ontrafelen. De Prins kan onder andere op muren lopen, langs muren glijden en van muur naar muur springen.
De Prins wordt vergezeld door Elika, een vrouwelijk personage die de Prins beschermt als hij dreigt te verongelukken. Als de Prins bijvoorbeeld valt dan zal Elika de Prins op tijd pakken zodat de Prins niet werkelijk doodvalt. De speler kan op deze manier niet doodgaan maar wordt telkens teruggezet op de laatste veilige plaats. Tijdens gevechten zal Elika de speler beschermen als hij verzwakt is. Daarnaast kan Elika de speler verder later springen door de Prins een boost te geven. Op elk moment kan de speler ook gebruikmaken van het magische kompas van Elika dat aangeeft waar de speler nu heen moet om verder te komen.
Alle gevechten in het spel zijn een-op-een zoals in vechtspellen. Het idee hierachter is dat men de nadruk wil leggen op de dramatiek en intensiteit van dergelijke gevechten. De Prins kan verscheidene acties uitvoeren, zoals vechten met een zwaard en gauntlet, een tegenstander optillen en gooien en met allerlei acrobatische bewegingen een tegenstander ontwijken. Daarnaast bezit Elika over magische krachten die ook ingezet kunnen worden. Vrijwel alle handelingen zijn vanaf het begin van het spel beschikbaar voor de speler.
De gezondheid van de Prins kan onderverdeeld worden in healthy, weakened grounded. Bij 'healthy' kan de speler alle acties snel uitvoeren. Wanneer de Prins geraakt wordt, is hij weakened waarbij hij minder snel is en kwetsbaarder voor een volgende aanval. Als de Prins geraakt wordt terwijl hij weakened is, dan kan de Prins gevloerd worden (grounded) waardoor hij zich niet kan verweren tegen aanvallen. Elika zal de Prins nu beschermen als hij wordt aangevallen: zijn gezondheid wordt hersteld naar healthy maar ook de tegenstander wordt weer genezen.

## Verhaal
In dit deel van een nieuwe reeks spellen keert de 'Prince' (die op dat moment nog geen prins is) terug van een avontuur. Wanneer hij door een zandstorm in de woestijn probeert te komen, loopt hij een mysterieuze vrouw tegen het lijf, Elika. Samen lukt het hun om uit de zandstorm te komen, en ze bevinden zich in een oase. In het midden van deze vreemde plek bevindt zich een boom, de 'Tree of Life' (levensboom). Hieruit zien ze Ahriman, de god van de corruptie, ontsnappen.
Het centrale conflict in het spel draait rond de strijd tussen Ormazd, de god van het goede en Ahriman, god van het kwaad. Ormazd had Ahriman kunnen opsluiten in de levensboom, maar Ahriman kon ontsnappen en dreigt de wereld te overspoelen met het kwade. Deze verspreidt duisternis over het land, en het is de taak van de Prins en Elika om de corruptie terug te drijven. Deze corruptie heeft de vorm van een olieachtige substantie die het moreel van de inwoners naar beneden haalt,

## Ontwikkeling
De ontwikkeling van Prince of Persia begon vlak nadat Prince of Persia: The Two Thrones was uitgebracht. Op 21 september 2006 werd voor het eerst bekend dat er een vervolg in de Prince of Persia-serie in ontwikkeling was: een RAR-bestand van 2 gigabyte met concept art was gelekt via de Ubisoft FTP-server. Ubisoft verklaarde het lek te onderzoeken maar maakte verder niets bekend over het spel.
Het spel heeft geen ondertitel zoals de voorgaande spellen aangezien de ontwikkelaars menen een nieuwe start te maken met de Prince of Persia serie.

### Techniek
Het spel maakt gebruik van een aangepaste versie van Scimitar-engine. De Scimitar-engine werd onder andere gebruikt voor Assassin's Creed (2007).